# 히무라 켄신

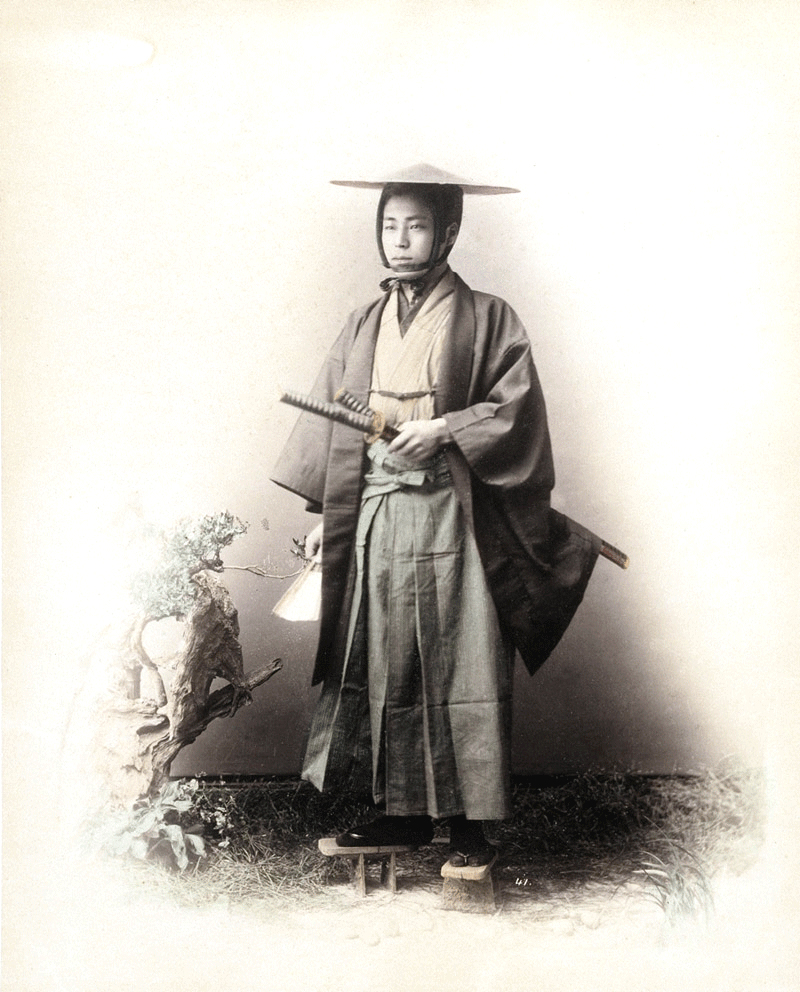
켄신은 실재 일본역사에서 히토키리(人斬り/유신지사의 암살을 전문으로하는 검객을 가리킴)로 활동하던 가와카미 겐사이라는 인물을 모티브로 만든 캐릭터로 알려져 있다.

히무라 켄신은 바람의 검심 시리즈의 주인공이다. 뺨의 십자흉터와 붉은 머리가 특징이다.

## 개요
본명은 히무라 신타. 전쟁고아 출신으로 비천어검류의 계승자인 히코 세이쥬로에게 가르침을 받았다. 켄신(剣心)이란 이름은 이때 스승이 지어준 이름이다. 이후 켄신은 막부 말, 칼잡이 발도재('모든 발도술에 능통한 자'라는 뜻)로 불리며 히토키리의 유신지사로 활동했다. 당시 사람을 수없이 죽였기에 엄청난 악명을 떨쳤다.
당시 유키시로 토모에와 결혼하고 그녀를 잃게 되는 과정에서 자신이 수많은 사람을 죽였다는 사실에 큰 죄책감에 시달린 켄신은 메이지 유신이 끝난후 10년동안 전국을 떠돌아 다니며 불살(不殺)을 통하여 속죄한다는 마음가짐을 지닌 채 생활한다. 그러던 중 카미야 카오루와의 인연으로 카미야 도장에 머물게 되고 많은 친구들과 만나게 된다. 약한 사람들을 지켜 다른 사람들의 행복을 위해 검을 들지만, 검술실력을 자랑하기 위하여 검을 들지는 않는다.
특기는 스승 히코 세이쥬로에게서 배운 신속의 발도술을 기반으로한 비천어검류(飛天御劍流)란 검술. 사용하는 검은 역인도 '진타'.
참고로 켄신은 실재 일본역사에서 히토키리(人斬り/유신지사의 암살을 전문으로하는 검객을 가리킴)로 활동하던 가와카미 겐사이라는 인물을 모티브로 만든 캐릭터로 알려져 있다.

## 성우
- 일본: 스즈카제 마요(구애니판) 사이토 소마(신애니판)
- 대한민국: 구자형
- 대한민국(어린켄신): 윤미나
- 미국: 리처드 칸시노